# موریتانی در المپیک تابستانی ۲۰۲۴
کاروان المپیکی موریتانی، یکی از کاروان‌های شرکت‌کننده در بازی‌های المپیک تابستانی ۲۰۲۴ بود. این دوره از بازی‌ها از ۲۶ ژوئیه تا ۱۱ اوت ۲۰۲۴ (۵ تا ۲۱ امرداد ۱۴۰۳ خورشیدی) به میزبانی پاریس، پایتخت فرانسه برگزار شد. این حضور، دوازدهمین تجربه کاروان موریتانی در المپیک بود.

## شرکت‌کنندگان
فهرست دو ورزشکار موریتانی به شرح زیر است.
| ورزش        | مردان | زنان | مجموع |
| ----------- | ----- | ---- | ----- |
| دو و میدانی | ۰     | ۱    | ۱     |
| شنا         | ۱     | ۰    | ۱     |
| مجموع       | ۱     | ۱    | ۲     |